# Jerry González
Jerry González (Manhattan, 1949. június 5. – Madrid, 2018. október 1.) amerikai (Puerto Rico-i származású) zenekarvezető, trombitás, ütőhangszeres dzsesszzenész.

## Pályafutása
Az afro-cuban jazz egyik ismert, sikeres képviselője volt, elsősorban az 1980-as, -90-es években.

## Lemezek

### Zenekarvezetőként
- Ya Yo Me Curé (American Clavé/Sunnyside, 1979/1982)
- The River Is Deep (Enja, 1982)
- Obatalá (Enja, 1988)
- Rumba Para Monk (Sunnyside, 1988)
- Earthdance (Sunnyside, 1990)
- Moliendo Café (Sunnyside, 1991)
- Crossroads (Milestone, 1994)
- Pensativo (Milestone, 1995)
- Fire Dance (Milestone, 1996)
- Jerry González & The Fort Apache Band: Live (1996)
- Calle 54 (Calle 54, 2000)
- Jerry González & Federico Lechner: A Primera Vista (2002)
- Jerry González & Los Piratas del Flamenco (Lola Records/Sunnyside, 2004)
- Rumba Buhaina (Sunnyside, 2005)
- Music For A Big Band (Youkali/Universal, 2006)
- Avísale a Mi Contrario que Aquí Estoy Yo (Cigala Music/Warner, 2010)
- Jerry González y El Comando de La Clavé (Sunnyside, 2011)
- Jerry González & Miguel Blanco Big Band: A Tribute to the Fort Apache Band (Youkali, 2014)

## Díjak
- 2004: Grammy-díj

• Grammy-jelölések: 1994 („Crossroads” – Album); 1995 („Pensativo” – Album)